# Adrian Brzeziński
Adrian Brzeziński (ur. 24 sierpnia 1998) – polski lekkoatleta, sprinter.
Specjalizuje się w biegu na 100 metrów i biegu na 200 metrów. Największe sukcesy odniósł w Mistrzostwach Polski Seniorów (Radom 2019), gdzie zajął drugie miejsce na dystansie 200 metrów. W trakcie tych samych zawodów był trzeci na dystansie 100 metrów. Ma w dorobku dwa medale z hali na dystansie 200 metrów (złoto – Toruń 2021, srebro – Toruń 2019).
Na swoim koncie ma też zwycięstwo w Młodzieżowych Mistrzostwach Polski (Lublin 2019) na dystansie 200 metrów i srebro na tych samych zawodach na dystansie 100 metrów. W swoim dorobku ma też srebrny medal na tym samym dystansie (100 m) w rozgrywanych rok wcześniej zawodach MMP (2018 Sieradz).

## Rekordy życiowe
- bieg na 60 metrów
  - hala – 6,57 (Toruń 2022) 4. miejsce w polskich tabelach historycznych
- bieg na 100 metrów
  - stadion – 10,32 (Ruda Śląska 2022)
- bieg na 200 metrów
  - stadion – 20,77 (Toruń 2022)
  - hala – 21,06 (Toruń 2021)